# Склирос, Георгиос
Георгиос Склирос (греч.  Γεώργιος Σκληρός , настоящее имя Георгиос Константинидис (греч.  Γεώργιος Κωνσταντινίδης 1878, Трапезунд Османская империя — Александрия 1919) — пионер греческого социалистического движения, журналист, писатель.
Описывая современную ему реальность, основывался на классовом расслоении общества и, анализируя греческое общество, использовал марксистские инструменты. До своей смерти (1919) — «самый значительный греческий марксист».

## Трапезунд
Георгиос Склирос родился в Трапезунде османского Понта. Его отец, Илиас Константинидис, учился в Афинах, где женился на коренной афинянке. По возвращении в Трапезунд, отец стал преподавателем греческого языка в Трапезундском училище («Φροντιστήριο Τραπεζούντας»). На момент рождения Склироса в семье было уже 8 детей. Когда родились последние дети (двойня), отец, подверженный растущему греческому национализму Понта, дал своим последним детям имена королевской четы Греции — Георгий и Ольга. Мать умерла при родах и её отсутствие наложило отпечаток на детские годы слабого от рождения Георгия. Получил типичное образование буржуазии и греческого среднего класса Понта. Вырос в типичной для этого класса атмосфере поклонения Греции и всего эллинского, как и в атмосфере космополитизма, характерной для компрадорских слоёв греческого понтийского общества.

## Россия
В молодом возрасте Георгий уехал в Одессу, чтобы заняться коммерцией вместе со своим зятем. Однако вскоре уехал в Москву, где в 1904 году поступил на медицинский факультет университета. Уже в следующем году был вовлечён в революционное движение России, подвергнувшись влиянию марксизма Георгия Плеханова. Исследователь Гомер Тахмазидис считает, что именно в этот период он избрал себе псевдоним «Склиро́с» (Твёрдый), следуя традиции русских революционеров. Тахмазидис пишет, что по имеющейся информации, после революционных событий 1905 года, Склирос был приговорён царскими властями к смерти, но через Эстонию выбрался в Германию.

## Германия
Склирос поселился в немецком университетском городе Йена, в котором завершил свою учёбу. Будучи уже сторонником марксистской теории, Склирос связался с Димитриосом Глиносом и вместе с ним создал студенческое общество социалистической ориентации под названием «Дружественный Прогрессивный Союз». В 1907 году в германские земли прибыл епископ Трапезунда Хрисанф. Знакомство Склироса с епископом Хрисанфом состоялось в Вене и с этого периода епископ и Склирос поддерживали тесные отношения. В том же 1907 году Склирос опубликовал свою работу «Наш общественный вопрос», которой впервые внёс в Грецию марксистские идеи. В своей книге Склирос пропагандировал неизбежность классовой борьбы как единственный фактор общественного прогресса. Книга вызвала огромный резонанс и публичное обсуждение о социалистическом движении и теории продолжилось два года. Тахмазидис пишет, что «Наш общественный вопрос» Склироса является «свидетельством рождения греческих левых».

## Языковой вопрос
В языковом вопросе был сторонником разговорного языка (димотика).Но одновременно он критиковал «димотикистов», что они не могут решить языковой вопрос, не затронув общественную систему и не желая понять, что языковой вопрос имеет не столько академическую, сколько общественную и политическую природу и тесно связан с исторической и общественной системой. Следовательно, согласно Склиросу, он может быть решён только тогда, когда будет нарушена эта общественная система. Но «димотикисты», как писал Склирос, не хотят быть социологами, они желают оставаться лингвистами. Они думают, что своими стихами и романсами могут принести социальные перемены. Вместо того чтобы обратить свои взоры к нижним классам, своим естественным союзникам, они пытаются убедить высшие классы, которые в силу своей психологии не имеют никакой нужды и выгоды подвергнуться «вульгаризации».

## Восточный вопрос
О Восточном вопросе Склирос стал писать чуть позже младотурецкой революции (1908).
Склирос рассматривал историю Восточного вопроса в контексте марксистского рассмотрения истории Византии и Османской империи. Он писал, что в XVIII—XIX веках эллинизм был революционным и передовым.
В авангарде революционного движения на территории Османской империи, Ригас Фереос призывал: «болгары и арнауты, армяня и ромеи — единым порывом…».
Но восстали лишь греки, после чего возрождённый эллинизм, с его Великой идеей стал консервативным и регрессивным. Эллинизм стал отказывать зарождающимся новым национализмам в том, что он считал только своим «историческим правом». Склирос негативно относился к греко-болгарскому противостоянию в Османской Македонии в ходе Борьбы за Македонию. Он писал, что «ссоры из-за церквей, часовен, 5-10 псевдо-греков сторонников Патриархата (или 5-10 псевдо-болгар, сторонников Экзархии) являются близорукой политикой, которая была на руку только туркам».
Склирос не разделял появившихся в тот период иллюзий, касательно характера младотурецкой революции. Во многом его заключения были пророческими. Он задавался вопросом, действительно ли Турция «загнивающая страна» и отмечал рост турецкого национализма. Он предвидел появление нового и сильного фактора, превышающего своей силой все другие факторы Востока. Появление нового, более опасного, многочисленного и шовинистического врага, который представляет опасность для всех других народов, должен вынудить к примирению всех вчерашних врагов: «Потому что нельзя продолжать ссору о дележе шкуры медведя, который, как мы считали находится при смерти, в то время как мы должны спасти собственную шкуру, от живого медведя».
Склирос пишет, что было бы донкихотизмом продолжать вчерашнюю ссору, когда медведь готовится разодрать одного за другим своих «наследников». Склирос пришёл к заключению, что только всеобщее объединение нетурецких элементов империи (греков, болгар, сербов, албанцев, влахов и т. д.) в политический союз и союз государств Балканского полуострова сможет уравновесить силы мусульманской турецкой массы, и, с одной стороны, заключить шовинистические гиперболы младотурок в умеренные рамки, и, с другой стороны, указать некоторым Великим державам, которые может быть желают проблем, что вопрос Востока является проблемой только его народов, которые сами в состоянии найти необходимые средства для защиты своих национальных интересов, то есть цивилизации всего Востока.

## Египет
Не имея возможности уехать в Грецию и на территорию Османской империи, которые с 1912 года находились в состоянии войны, Склирос уехал в Египет и обосновался Александрии, где зарабатывал себе на жизнь, работая врачом.
Одновременно он писал в греческой прессе Александрии и продолжал оказывать влияние на социалистическое движение в Греции. Газета греческих коммунистов Ризоспастис пишет, что в 1918 году, когда была создана Социалистическая Рабочая Партия Греции ΣΕΚΕ (впоследствии Коммунистическая партия Греции), уже существовало течение социалистической ориентации в греческой литературе: Константинос Теотокис, Константинос Хадзопулос, Костас Пароритис, Димостенис Вутирас, Петрос Пикрос. В этом ряду упоминается и Склирос.
Склирос умер в Александрии в 1919 году.

## Склирос и Кавафис
«Живое» знакомство Склироса и Кавафиса ведёт свой отчёт с декабря 1913 года, когда журнал Граммата (Γράμματα) официально открыл своё общество «Гостинный зал».
До конца следующего года, когда в глазах аудитории египетских греков закрепится образ марксиста Склироса, как его лекциями, так и его сотрудничеством с журналом "Граммата', Склирос получил все опубликованные стихи Кавафиса.
В последующие годы Кавафис посещал лекции Склироса, организованные журналами «Неа Зои» (Новая жизнь) и «Граммата» в Александрии, одну из которых -«жизнь и мысль Толстого» — с похвалой упоминает сам поэт.
После 1917 года, связи Склироса и Кавафиса крепнут, в особенности в 1919 году когда «Граммата» создал «Группу критиков» журнала, где Склирос был записан «в Социологию» а поэт в «фольклор и историю», при их общем интересе в укреплении «Образовательного общества Египта».
Как пишет профессор Панайотис Нуцос, Склирос, как и другие греческие социалисты, «вмешались» между Кавафисом и Александрией, формируя полный пейзаж духовной жизни египетстких греков, в рамках английского «протектората», который вновь установил цензуру.
Что касается поэзии Кавафиса, Склирос был и ключевым комментатором его стихов (как например «Ожидая варваров», которое как им было отмечено «предполагает такое социальное состояние», то есть «общество достигает такой степени роскоши», когда "отчаявшись от того что не может найти компромиссную коррекцию по отношению к своей привычной жизни, принимает решение внести радикальную перемену).

## Склирос как литературный герой
Греческая писательница Александра Делигеорги в 2011 году издала исторический роман «Нежный товарищ», в котором Склирос является главным героем.
Делигеорги описывает Склироса больным интеллигентом, но в то же время горячим мыслителем, которому никогда не удалось жить в городе своей матери, в Афинах, чего он страстно желал, но сумел потрясти этот город своими работами.
Делигеорги описывает его отношения с земляками в Германии, в особенности с писателем Константином Хадзопулосом, который помогал ему финансами.
Писательница описывает его пылким, с трудным характером, одиноким, в постоянном диалоге со смертью, его «нежным товарищем».
При этом, своими идеями Склирос более десятилетия создаёт суматоху в вопросах касательно классовой борьбы, в отношениях Греции с Западом, о Понте и Восточном Вопросе, о языке как живом, саморегулирующемся, организме, о искусстве и художнике.
Склирос не боится нападок и критики, он принимает участие в полемике на страницах журналов Греции и Египта, где прожил свои последние годы.
Писательница описывает Склироса жаждущего любви, плотской любви, жизни.
Но писательница постоянно делает акцент на открытую рану Склироса — отсутствие матери.
Склирос описывается хрупким и в то же время очень сильным человеком, который будучи эллином вне Эллады, любил Греческий род также «как свою мать, или вместо неё», согласно фразе которую Делигеорги приписывает Склиросу.

## Некоторые из работ Склироса
- Наш общественный вопрос (Το Κοινωνικόν μας Ζήτημα, 1907)
- Философия Войны и Мира (Η Φιλοσοφία του Πολέμου και της Ειρήνης)[16]
- Современные проблемы эллинизма (Σύγχρονα Προβλήματα του Ελληνισμού)[17]